# Where Did You Sleep Last Night
Where Did You Sleep Last Night – utwór spopularyzowany przez grunge'owy zespół Nirvana. Jest to tradycyjny blues z repertuaru Leadbelly'ego, wykonywany też przez wielu innych znanych muzyków, m.in. Boba Dylana, Marka Lanegana czy Grateful Dead. Wersja Nirvany znalazła się na stronie B singla „Pennyroyal Tea” oraz w zestawie 
With the Lights Out, gdzie wykonywana jest solo przez Kurta Cobaina.